# Last Night
Last Night és un àlbum llançat al març de 2008 per Moby. En aquest àlbum va reprendre els seus ritmes inicials per a tornar a nivell massiu a la música pop.
En Last Night, Moby va tornar a fer música dance. El concepte d'aquest àlbum és el de tenir una barreja de música nocturna. Ací es solidifica la seua unió amb DJs pioners com Todd Terry així com amb futuristes com Justice. Des d'una cançó amb ritme espacial com ho és "Ooh Yeah" fins a una cançó molt més funky que ens remunta al house dels 90 "Disco Lies".
L'àlbum és com una menuda carta per a la vida nocturna de Nova York, però certes cançons com "I Love to Move in here" amb una influència dance-hop, semblen ser creada per als abans que els clubs estigueren saturats.

## Llista de temes
1. "Ooh Yeah" - 5:18
2. "Everyday its 1989" - 3:40
3. "Live for Tomorrow" - 4:02
4. "I Love to Move in Here" - 4:45
5. "257 .zero" _ 3:38
6. "Alice" - 4:27
7. "Hyenas" - 3:35
8. "I'm in Love" - 3:43
9. "Disco Lies" - 3:23
10. "The Stars" - 4:21
11. "Degenerates" - 3:58
12. "Sweet Apocalypse" - 5:19
13. "Mothers of Night" - 3:19
14. "Last Night" - 4:53

## Senzills
1. "I Love to Move in Here part 2"
2. "I Love to Move in Here part 1"
3. "I Love to Move in Here"
4. "Disco Lies"
5. "Alice"
6. "EVeryday it's 1989"